# گرماافزایی
فراگرمادرمانی یا گرماافزایی یا درمان هایپرترمیا یکی از راه‌های درمان بیماری‌ها در فیزیک پزشکی است. از این روش برای سرطان‌های موضعی مثل سرطان پوست، استفاده می‌شود.
در این روش دمای ۴۳ درجه سلسیوس، برای مدّتی به عضو بیمار تابانده می‌شود.

## کاربرد در درمان سرطان
در این روش برای آسیب رساندن به سلول‌های سرطانی بافت بدن را در معرض دمای زیاد (تا حدود 44 درجه سلسیوس) قرار می‌دهند. هایپرترمیا تقریباً همیشه همراه با سایر روش‌های درمان سرطان، مانند پرتودرمانی و شیمی‌درمانی بکار می‌رود. روش‌های فراگرمادرمانی مختلفی مورد استفاده است که از جمله این روش‌ها می‌توان به هایپرترمیای تمام بدن (whole-body)، ناحیه‌ای و موضعی اشاره کرد.